# Lapska missionens vänner
Lapska missionens vänner var en svensk förening för stöd till mission i Lappmarken.
Lapska missionens vänner bildades 1880 på initiativ av prinsessan Eugénie, som också var dess andra ordförande, efter Peter Fjellstedt. Ledare var under lång tid Johannes Kerfstedt.
Lapska missionens vänner drev en missionsskola för samiska barn i Lannavaara 1883–1916 och bekostade kolportörverksamhet på Nordkalotten 1917–34, främst genom August Lundbergs insatser. Denne och föreningen tog även initiativ till byggandet Lannavaara minneskyrka till minne av prinsessan Eugénie, som drevs av Svenska Missionssällskapet 1934–54.
Föreningens verksamhet övertogs efter föreningens nedläggning 1934 av Svenska Missionssällskapet.